# Rhizomys sinensis
Rhizomys sinensis är en däggdjursart som beskrevs av Gray 1831. Rhizomys sinensis ingår i släktet egentliga bamburåttor och familjen råttdjur. Inga underarter finns listade i Catalogue of Life och Mammal Species of the World.

## Utseende
Arten är med en kroppslängd (huvud och bål) av 21,6 till 38 cm, en svanslängd av 5 till 9,6 cm och en vikt av 1,85 till 1,95 kg en stor gnagare. Den har 3,8 till 6 cm långa bakfötter och 1,5 till 1,9 cm långa öron. Ovansidan är täckt av mjuk päls och på undersidan förekommer bara några glest fördelade hår. Pälsfärgen är gråbrun med några mörkare ställen på huvudet. I motsats till Rhizomys pruinosus finns inga långa vita hår inblandade i pälsen. Rhizomys sinensis skiljer sig dessutom från andra släktmedlemmar i avvikande detaljer av skallens och tändernas konstruktion.

## Utbredning
Denna gnagare förekommer i södra Kina (från provinsen Gansu söderut) samt i norra Myanmar, Vietnam och troligen Laos. Arten lever i bergstrakter mellan 1200 och 3950 meter över havet. Habitatet utgörs av skogar med bambu som undervegetation samt av odlade områden med bambu.

## Ekologi
Rhizomys sinensis vilar i underjordiska bon. Den jagas bland annat av kattbjörnen och av snöleoparden. När honan inte är brunstig lever varje individ ensam. Liksom mullvadar skapar arten jordhögar vid bons utgångar som har en diameter av 50 till 80 cm och en höjd av 20 till 40 cm. Tunnelsystemets gångar kan tillsammans vara 45 meter långa och 20 till 30 cm djupa. Dessutom förekommer en kammare som fodras med bambublad. Rhizomys sinensis använder boet cirka ett år och söker sedan ett annat revir. Den äter främst rötter och unga bambustjälkar. Honor kan bli brunstiga under alla årstider men de flesta ungar föds under våren. En kull utgörs oftast av två till fyra nakna ungar och sällan har en kull upp till åtta ungar. De diar sin mor minst tre månader.

## Status
Rhizomys sinensis jagas i olika delar av utbredningsområdet av människor för köttets skull. Den lever i flera naturskyddsområden. IUCN kategoriserar arten globalt som livskraftig.

## Bildgalleri

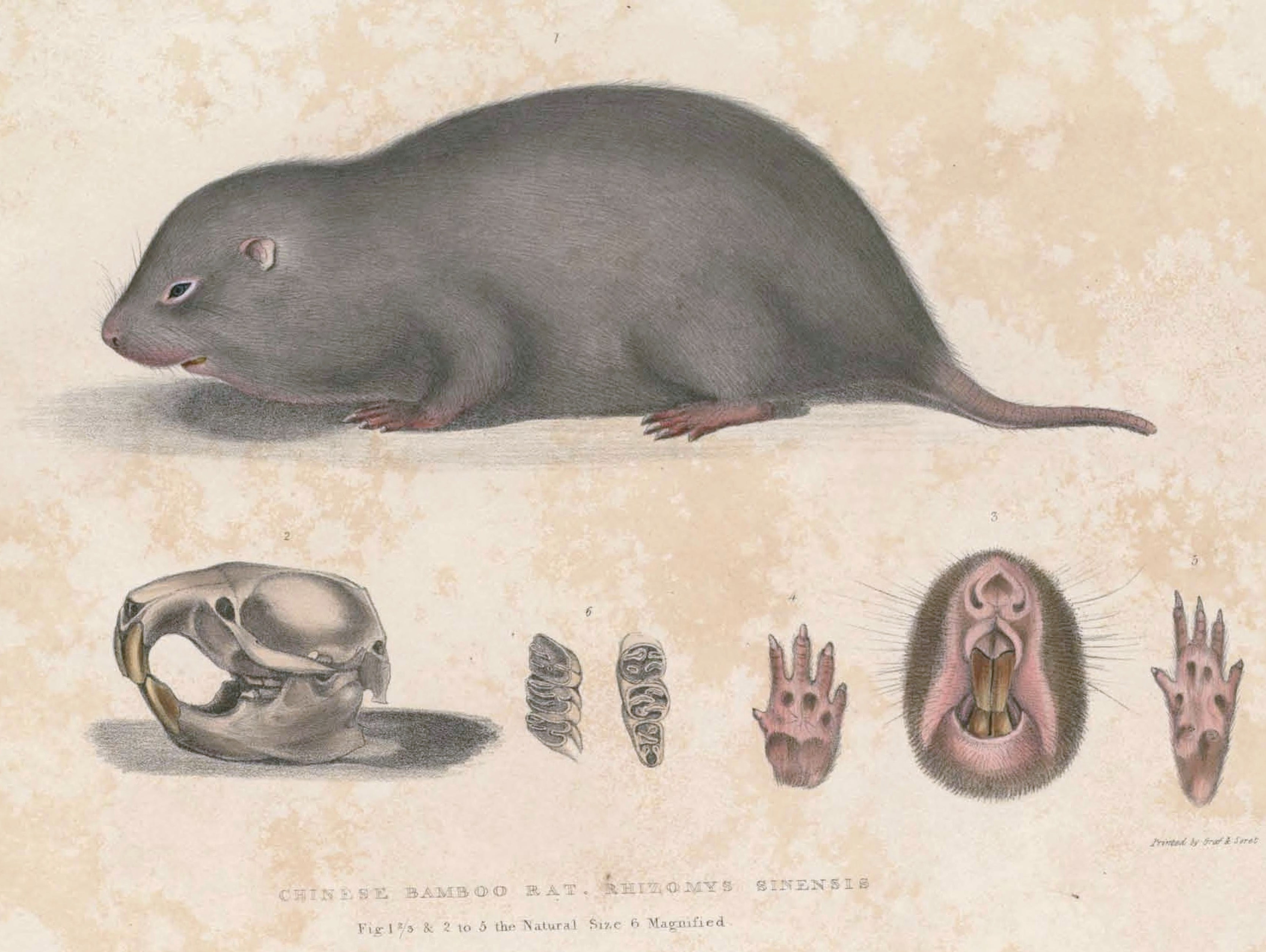